# 来路史圃
来路 史圃（けろ ふみほ、1945年10月1日 - 2021年1月16日）は、日本の女優、声優。東京都出身。劇団俳優座所属。

## 来歴・人物
俳優座養成所を経て、1967年に劇団俳優座に入団。以降は多数の舞台で活躍する他、ドラマや映画にも出演。吹き替えで声優としても活動している。
趣味はガーデニング、小物収集。特技はバレエ、ジャズダンス、着付け。

## 出演

### テレビドラマ
- 知らない同志（1972年、TBS） - 児島江梨子
- 水戸黄門（TBS／C.A.L）
  - 第4部 第３話「人情榛名おろし」（1973年） - 旅籠の女中
  - 第5部 第12話「討たれに来た男」（1974年） - 旅籠の女中
- 座頭市物語（1974年、CX／勝プロ）第21話「湖に咲いたこぼれ花」（1975年3月6日）
- 新・江戸の旋風（1980年、CX）
- 野々村病院物語II（1982年、TBS）
- ふぞろいの林檎たち（1983年、TBS）
- 霖雨の時計台（1983年、NTV）
- 故郷 天皇が振り向かれた時（1989年、NTV）
- 土曜ワイド劇場（ANB／ABC）
  - 霧の旗（1993年） - お手伝い
  - 恐怖の目撃者（1997年）
  - 捜査検事・右近誠の殺人調書（2000年）
- 外科病棟の陰謀（1992年、TBS）
- 月曜ドラマスペシャル→月曜ゴールデン（TBS）
  - 外科医・織部英介II（1996年）
  - 楽園のライオン（2007年）
  - 特捜弁護士・橘竜太郎（2013年）
  - 魔性の群像 2（2014年）
- 女検事・霞夕子 10（1997年、NTV）
- 校長がかわれば学校が変わる（1997年、TBS）
- はみだし刑事情熱系 第3シリーズ（1999年） - 小泉良子 役
- 僕んちのロングバケーション（2000年、NHK）
- 刑事の証明 7（2013年、TX）

### 映画
- 夜叉（1985年）
- 戦争と青春（1991年）
- アカシアの町（2000年） - 田中光江
- 伊能忠敬 子午線の夢（2001年）

### 吹き替え
映画
- 風と共に去りぬ（キャスリーン〈マーセラ・マーティン〉）※日本テレビ旧版
- 個人教授（クリスティーヌ〈カティア・クリスチーヌ〉）※日本テレビ版
- 処刑教室（ダイアン〈メリー・リン・ロス〉）
- 特攻大戦線（イネス〈ティナ・オーモン〉）※フジテレビ版
- パニック・アリゲーター ～悪魔の棲む沼～（シーナ）
- ベンジーの愛
- 星空の用心棒（ダルシー〈ガブリエラ・ジョルジェリ〉）※TBS版
- わらの犬（エイミー〈スーザン・ジョージ〉）

ドラマ
- 騎馬警官
- 刑事コロンボ 断たれた音（リンダ〈ハイディ・ブリュール〉）
- チャームド